# Малудротту, Симоне
Симоне Малудротту (итал. Simone Maludrottu; род. 4 июня 1978, Ольбия, Сардиния) — итальянский боксёр, представитель легчайшей весовой категории. В 2000-х годах боксировал на профессиональном уровне, владел титулом чемпиона Европейского боксёрского союза (EBU), был претендентом на титул чемпиона мира Всемирного боксёрского совета (WBC).

## Биография
Симоне Малудротту родился 4 июня 1978 года в коммуне Ольбия провинции Сассари на Сардинии.

### Любительская карьера
Начинал боксёрскую карьеру ка любитель, в частности в 1996 году в составе итальянской национальной сборной выступил в наилегчайшем весе на юниорском мировом первенстве в Гаване, где в 1/16 финала наилегчайшей весовой категории был побеждён армянином Арамом Рамазяном.
В 1997 году дошёл до четвертьфинала на чемпионате CISM в Сан-Антонио.
В 1998 году на чемпионате Италии в Фодже стал серебряным призёром в легчайшем весе, уступив в решающем финальном поединке Флавиано Сальвини.

### Профессиональная карьера
Дебютировал на профессиональном уровне в июле 2000 года, регулярно боксировал на домашних турнирах в Италии — в течение трёх лет одержал 12 побед, потерпев при этом только одно поражение.
В сентябре 2003 года завоевал вакантный титул чемпиона Италии в легчайшей весовой категории.
В 2004 году стал обладателем титула чемпиона Европейского боксёрского союза (EBU), который затем защитил восемь раз, в том числе дважды взял верх над ирландцем Дамаеном Келли (22-3).
Благодаря череде удачных выступлений удостоился права оспорить титул чемпиона мира в легчайшем весе по версии Всемирного боксёрского совета (WBC) и отправился в Японию боксировать с действующим чемпионом Ходзуми Хасэгавой (22-2), для которого это была уже пятая защита. Несмотря на полученное в начале боя рассечение, японец сумел пройти всю дистанцию в 12 раундов и выиграл единогласным решением судей.
После поражения в чемпионском бою Малудротту ещё в течение некоторого времени оставался действующим боксёром и провёл ещё несколько поединков. Так, в ноябре 2011 года он боксировал с англичанином Рэндаллом Манро (19-1) за титул чемпиона EBU во втором легчайшем весе (также победитель этого боя должен был стать официальным претендентом на титул чемпиона мира WBC). Противостояние продлилось всё отведённое время, в итоге судьи единогласно отдали победу Манро. Симоне Малудротту на этом завершил свою спортивную карьеру, в общей сложности он провёл в профессиональном боксе 33 боя, из них 30 выиграл (в том числе 11 досрочно) и 3 проиграл.